# Municipio de Becker (condado de Sherburne)
El municipio de Becker (en inglés: Becker Township) es un municipio ubicado en el condado de Sherburne en el estado estadounidense de Minnesota. En el año 2010 tenía una población de 4842 habitantes y una densidad poblacional de 34,68 personas por km².

## Geografía
El municipio de Becker se encuentra ubicado en las coordenadas 45°24′49″N 93°50′7″O / 45.41361, -93.83528. Según la Oficina del Censo de los Estados Unidos, el municipio tiene una superficie total de 139.62 km², de la cual 138.25 km² corresponden a tierra firme y (0.98%) 1.37 km² es agua.

## Demografía
Según el censo de 2010, había 4842 personas residiendo en el municipio de Becker. La densidad de población era de 34,68 hab./km². De los 4842 habitantes, el municipio de Becker estaba compuesto por el 97.48% blancos, el 0.14% eran afroamericanos, el 0.27% eran amerindios, el 0.31% eran asiáticos, el 0.02% eran isleños del Pacífico, el 0.39% eran de otras razas y el 1.38% pertenecían a dos o más razas. Del total de la población el 0.93% eran hispanos o latinos de cualquier raza.